# Facharbeiter für Nachrichtentechnik
Der Facharbeiter für Nachrichtentechnik war ein technischer Beruf in der DDR. Der Beruf wurde 1970 eingeführt und löste den bis dahin üblichen Fernmeldemechaniker ab.
Die meisten Stellen in diesem Beruf gab es bei der Deutschen Post und bei der Deutschen Reichsbahn. Auch bei der Energieversorgung, in den Betrieben des Kombinats RFT und in der elektrotechnischen Industrie waren die Facharbeiter für Nachrichtentechnik zu finden.
Die Ausbildung dauerte 2,5 Jahre, bei gleichzeitigem Erwerb des Abiturs 3 Jahre. Sie gliederte sich in die Grundausbildung (1. Lehrjahr), die Spezialisierung (2. Lehrjahr) und die Einarbeitung am Arbeitsplatz im 3. Lehrjahr.
Bei der Deutschen Post wurden folgende Spezialisierungen ausgebildet:
- Vermittlungstechnik (NTV),
- Übertragungstechnik (NTÜ),
- Drahtgebundene Fernmeldelinien, Fernmeldebau (NTD),
- Funktechnik (NTFu),
- Studiotechnik Fernsehen (NTFs),
- Studiotechnik Rundfunk (NTRu),
- Stromversorgungstechnik (NTS).

Ausbildungsbestandteile neben Vermittlungstechnik, Übertragungstechnik und Fernschreibtechnik, waren auch die Elektromechanik, Elektrotechnik (Berechtigung für Arbeiten an Anlagen bis 1 kV Spannung) und das Erlernen verschiedener Messverfahren. 
Ausgebildet wurde an den Betriebsschulen der Bezirksdirektionen der Deutschen Post. Diese Schulen befanden sich in Berlin, Cottbus, Potsdam, Dresden, Erfurt, Frankfurt (Oder), Halle (Saale), Leipzig, Magdeburg, Neubrandenburg, Rostock, Schwerin und Karl-Marx-Stadt. 
Die Richtungen Funktechnik, Studiotechnik Fernsehen, Studiotechnik Rundfunk und Stromversorgungstechnik wurden nur an der Zentralen Betriebsschule für das Funkwesen / Betriebsschule der Funkdirektion der Deutschen Post in Königs Wusterhausen ausgebildet.